# Tino Sabbadini
Settimio Tino Sabbadini (Monsempron-Libos, 21 de setembre de 1928 - Monsempron-Libos, 7 de novembre de 2002) va ser un ciclista francès que fou professional entre 1950 i 1963. Durant la seva carrera aconseguí una quarantena de victòries, entre les quals destaquen una etapa al Tour de França de 1958, dues etapes al Critèrium del Dauphiné Libéré i una etapa al Tour de Romandia.

## Palmarès
- 1950
  - 1r de la Poly de Lió
  - 1r del Critèrium de Riberac
- 1951
  - Campió de França dels Independents
  - Vencedor d'una etapa al Circuit de les 6 Províncies
- 1952
  - 1r al Premi Clément Joulin a Bordeus
  - Vencedor d'una etapa al Circuit de les 6 Províncies
  - Vencedor d'una etapa del Tour del Sud-est
  - Vencedor d'una etapa al Critèrium del Dauphiné Libéré
- 1953
  - Vencedor d'una etapa al Circuit de les 6 Províncies
- 1955
  - 1r al Circuit de Vienne
- 1956
  - 1r al Circuit de l'Indre
  - Vencedor d'una etapa al Critèrium del Dauphiné Libéré
- 1957
  - 1r al Circuit de l'Indre
- 1958
  - 1r al Gran Premi de Canes
  - Vencedor d'una etapa al Tour de França
  - Vencedor d'una etapa al Midi-Libre
  - Vencedor d'una etapa del Tour de Romandia
  - Vencedor d'una etapa al Tour de l'Arieja
- 1959
  - Vencedor d'una etapa al Tour de Picardia
  - Vencedor d'una etapa al Circuit d'Aquitània
- 1960
  - 1r del Critèrium de Riberac
  - Vencedor d'una etapa als 4 dies de Dunkerque

### Resultats al Tour de França
- 1952. 70è de la classificació general
- 1953. Abandona (7a etapa)
- 1956. 84è de la classificació general
- 1957. Abandona (17a etapa)
- 1958. 53è de la classificació general. Vencedor d'una etapa
- 1959. 62è de la classificació general